# Stop light party

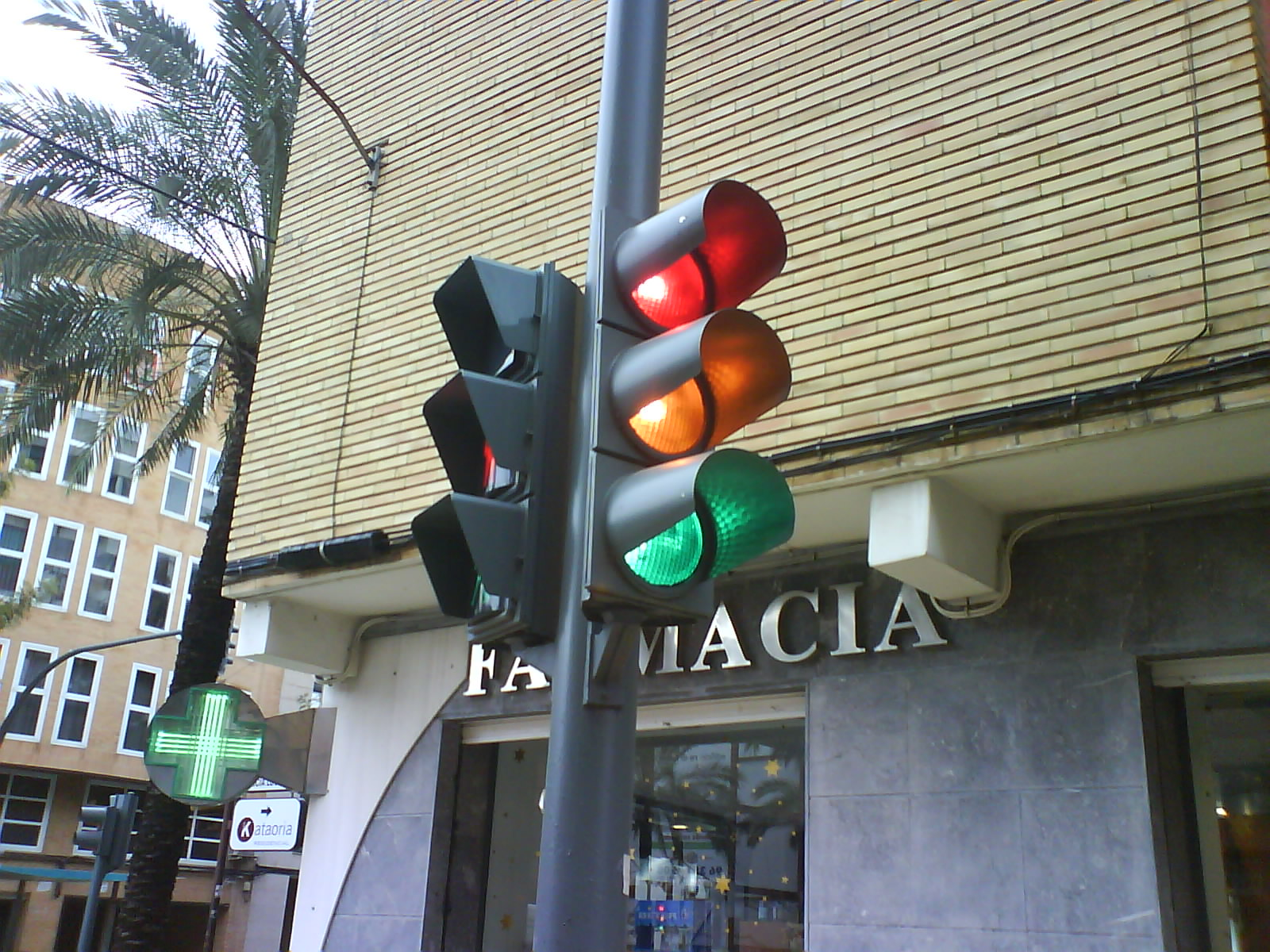
Un feu de signalisation (Stop light en anglais) et ses couleurs caractéristiques : vert, jaune/orange, rouge.

Une Stop light party est une fête d’origine américaine au cours de laquelle les invités portent des vêtements de couleurs différentes indiquant ce qu'ils cherchent en termes de relations. Bien qu’elles puissent être tenues à tout moment, elles ont généralement lieu à la Saint-Valentin et principalement dans des lycées et des universités.

## Concept
L'idée de base de la fête est que chaque invité choisisse un stick lumineux dans la couleur qui convient le mieux à son statut. Les invités peuvent également arriver habillés de cette couleur.
Le vert signifie que l'on est célibataire et à la recherche d'une relation. Le rouge signifie que l'on est déjà dans une relation ou que l'on n'en cherche pas. Le jaune peut signifier que l’on est «incertain» ou dans une relation ouverte.
Le but d'une Stop light party et de l'utilisation de ce code couleur est de diminuer l'appréhension associées à l'approche de partenaires potentiels lors des fêtes, mais également d'éviter les avances indésirables.

## Histoire
Les premiers exemples documentés de Stop light party remontent à la fin des années 1990 et à la ville universitaire d'Albany, au nord de l'État de New York, où un promoteur nommé Bill Kennedy animait la vie nocturne de la ville avec ces fêtes. En 2000 a eu lieu l'ouverture d'une grande discothèque, la Sneaky Pete en où Kennedy distribuait des colliers lumineux et avait l’habitude d’allumer un grand feu de circulation à chaque fête.
Après quelques années à créer le buzz, ce type de fête est popularisé en 2005 lorsque l’Albany Times Union publie un article à ce sujet. L'Associated Press (AP) a reprend alors l'histoire, qui est diffusée à l'échelle nationale.

## Culture populaire
Une Stop light party à lieu dans l'épisode 2, saison 1 de la série Love, Victor.
Une autre Stop light party a lieu dans l'épisode 1 , saison 3 de la série britannique Fresh Meat.